# Igor Arnstam
Igor Arnstam, né à Moscou le 22 mars 1911 et mort à Villeneuve-sur-Lot le 25 juillet 1994, est un illustrateur et affichiste français ayant principalement travaillé pour la collection Signe de piste et les Presses d'Île de France (maison d'édition des Scouts de France).

## Biographie
Ses dessins d'enfant sont publiés sous le nom de "Garrick" dans Chukokkala en 1914 puis regroupés dans un ouvrage intitulé Notre Journal  en 1916, ouvrage qui s'apparente à une tentative d'inciter les enfants à l'activité artistique tout en affirmant leur liberté de création.
En 1921, son père, Aleksandr Arnshtam (de) (1880-1969), quitte la Russie et s'installe à Berlin avec ses deux fils Igor et Cyril (né en 1919). En 1933, la famille s’installe à Paris à la suite de l'arrivée au pouvoir d'Hitler.
Igor Arnstam suit des études d’art graphiques et dessine des affiches pour le cinéma, dont deux pour Le Quai des brumes (1938). Il se lance ensuite dans l'illustration pour livres de jeunes et notamment au profit des mouvements de scoutisme ; ces illustrations étaient un moyen pour lui de sortir de l'illustration en noir et blanc et d'utiliser la couleur.
Au début de la Seconde Guerre Mondiale, il s'engage dans la Légion étrangère au sein du Régiment de marche de volontaires étrangers (RMVE).
En 1942, Igor Arnstam s’installe à Villeréal où il rencontre Denise Viacroze, cheftaine éclaireuse F.F.E, qui deviendra son épouse (mariage à Paris le 22 mars 1945) et la mère de ses trois enfants dont Pierre-Henri Arnstam.
Après la guerre, il travaille pour de nombreuses maisons d'édition françaises dont Fernand Nathan, Seuil et bien-sur Alsatia. Il illustre ainsi près d'une vingtaine de livres des collections Signe de Piste, signant la plupart de ses dessins de son seul prénom Igor.
Son œuvre, avec celle de son père et de son frère Cyril a fait l'objet d'une exposition "Harmonie des pinceaux et des mots : dynastie artistique d'Arishtamov dans le graphisme des livres de la diaspora russe" à la Maison de la diaspora russe à Moscou en 2013,.